# 안주루무

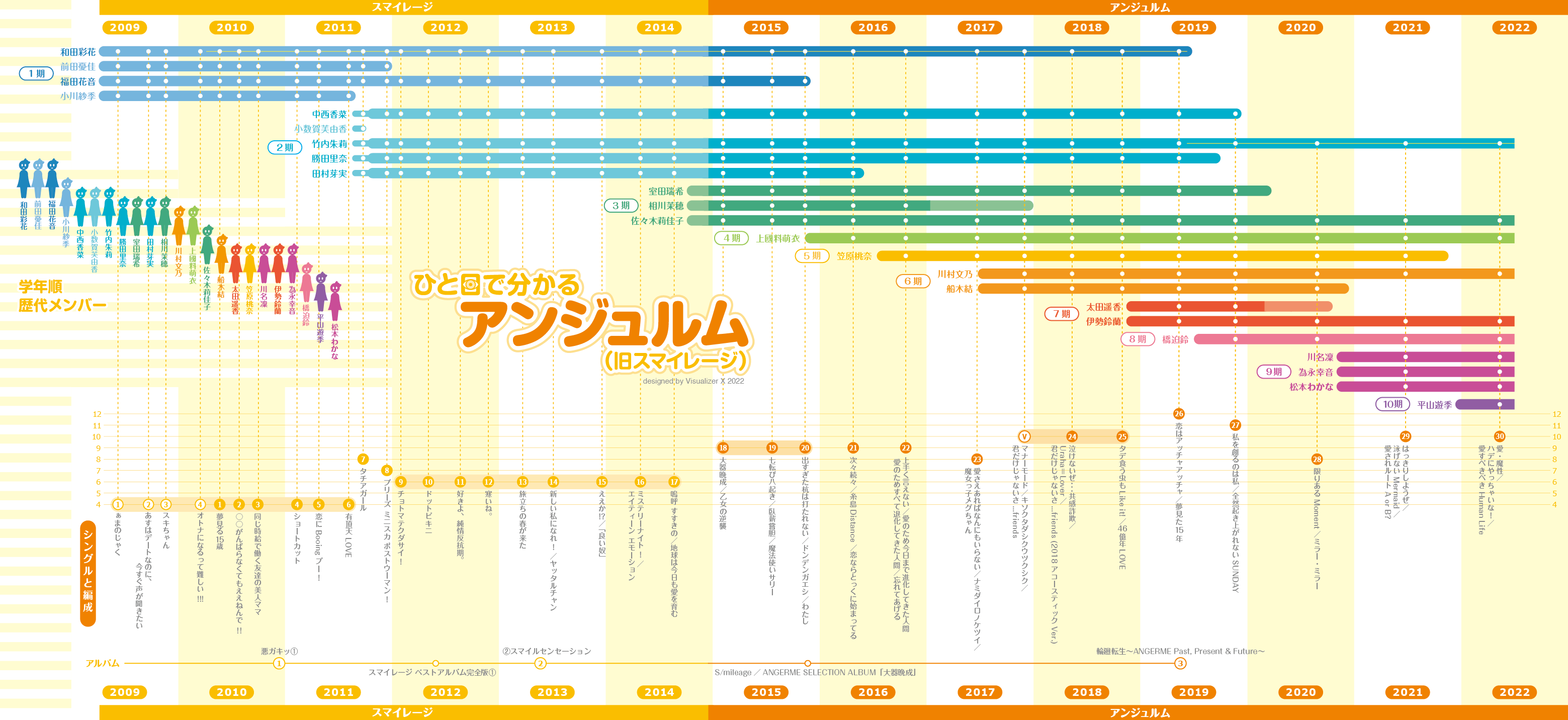
멤버들의 변화를 나타낸 도표

안주루무(アンジュルム, ANGERME)는 헬로! 프로젝트에 소속된 일본의 9인조 여성 아이돌 그룹이다.

## 구성원
| 이름              | 소개 |
| ----------------- | --- |
| 이세 레이라       | - 이름 : 伊勢鈴蘭 (Ise Layla) - 생년월일 : 2004년 1월 19일(21세) - 출생지 : 일본 홋카이도 - 가입기 : 7기 - 색상 : 오렌지 - 포지션 : 4대 리더, 보컬 - 활동 기간 : 2018년 11월 ~                                    |
| 타메나가 시온     | - 이름 : 為永幸音 (Tamenaga Shion) - 생년월일 : 2004년 2월 9일(21세) - 출생지 : 일본 나가노현 - 가입기 : 9기 - 색상 : 분홍 - 포지션 : 3대 서브리더, 보컬 - 활동 기간 : 2020년 11월 ~                              |
| 하시사코 린       | - 이름 : 橋迫鈴 (Hashisako Rin) - 생년월일 : 2005년 10월 6일(19세) - 출생지 : 일본 아이치현 - 가입기 : 8기 - 색상 : 퓨어 레드 - 포지션 : 보컬 - 활동 기간 : 2019년 7월 ~                                          |
| 카와나 린         | - 이름 : 川名凜 (Kawana Rin) - 생년월일 : 2003년 12월 6일(21세) - 출생지 : 일본 지바현 - 가입기 : 9기 - 색상 : 초록 - 포지션 : 보컬 - 활동 기간 : 2020년 11월 ~                                                   |
| 마츠모토 와카나   | - 이름 : 松本わかな (Matsumoto Wakana) - 본명 : 松本若菜 (Matsumoto Wakana) - 생년월일 : 2007년 9월 1일(17세) - 출생지 : 일본 가나가와현 - 가입기 : 9기 - 색상 : 하양 - 포지션 : 보컬 - 활동 기간 : 2020년 11월 ~ |
| 히라야마 유키     | - 이름 : 平山遊季 (Hirayama Yuki) - 생년월일 : 2006년 7월 25일(19세) - 출생지 : 일본 가나가와현 - 가입기 : 10기 - 색상 : 라이트 그린 - 포지션 : 보컬 - 활동 기간 : 2021년 12월 ~                                  |
| 시모이타니 유키호 | - 이름 : 下井谷幸穂 (Shimoitani Yukiho) - 생년월일 : 2006년 8월 4일(19세) - 출생지 : 일본 오카야마현 - 가입기 : 11기 - 색상 : 핫 핑크 - 포지션 : 보컬 - 활동 기간 : 2023년 5월 ~                                  |
| 고토 하나         | - 이름 : 後藤花 (Goto Hana) - 생년월일 : 2008년 6월 5일(17세) - 출생지 : 일본 사이타마현 - 가입기 : 11기 - 색상 : 씨 블루 - 포지션 : 보컬 - 활동 기간 : 2023년 5월 ~                                              |
| 나가노 모모하     | - 이름 : 長野桃羽 (Nagano Momoha) - 생년월일 : 2010년 5월 13일(15세) - 출생지 : 일본 후쿠오카현 - 가입기 : 12기 - 색상 : 노랑 - 포지션 : 보컬, 최연소 - 활동 기간 : 2025년 8월 ~                                  |

### 이전 구성원
| 이름            | 소개 |
| --------------- | --- |
| 오가와 사키     | - 이름 : 小川紗季 (Ogawa Saki) - 생년월일 : 1996년 11월 18일(28세) - 출생지 : 일본 사이타마현 - 가입기 : 1기 - 색상 : 연두 - 포지션 : 보컬 - 비고 : 연예계 은퇴 |
| 코스가 후유카   | - 이름 : 小数賀芙由香 (Kosuga Fuyuka) - 생년월일 : 1997년 11월 19일(27세) - 출생지 : 일본 가나가와현 - 가입기 : 서브멤버 - 색상 : 주황 - 비고 : 개인활동중 |
| 마에다 유카     | - 이름 : 前田憂佳 (Maeda Yuuka) - 생년월일 : 1994년 12월 28일(30세) - 출생지 : 일본 지바현 - 가입기 : 1기 - 색상 : 분홍 - 포지션 : 보컬 - 비고 : 연예계 은퇴 |
| 후쿠다 카논     | - 이름 : 福田花音 (Fukuda Kanon) - 생년월일 : 1995년 3월 12일(30세) - 출생지 : 일본 사이타마현 - 가입기 : 1기 - 색상 : 핫 핑크 - 포지션 : 보컬 - 비고 : 개인활동중                                                                                                   |
| 타무라 메이미   | - 이름 : 田村芽実 (Tamura Meimi) - 생년월일 : 1998년 10월 30일(26세) - 출생지 : 일본 군마현 - 가입기 : 2기 - 색상 : 보라 - 포지션 : 보컬 - 비고 : 개인활동중 |
| 아이카와 마호   | - 이름 : 相川茉穂 (Aikawa Maho) - 생년월일 : 1999년 3월 26일(26세) - 출생지 : 일본 가나가와현 - 가입기 : 3기 - 색상 : 초록 - 포지션 : 보컬 - 비고 : 개인활동중 |
| 와다 아야카     | - 이름 : 和田彩花 (Wada Ayaka) - 생년월일 : 1994년 8월 1일(31세) - 출생지 : 일본 군마현 - 가입기 : 1기 - 색상 : 빨강 - 포지션 : 보컬, 초대 리더, 헬로! 프로젝트 6대 리더 - 비고 : 개인활동중                                                                         |
| 카츠다 리나     | - 이름 : 勝田里奈 (Katsuta Rina) - 생년월일 : 1998년 4월 6일(27세) - 출생지 : 일본 도쿄도 - 가입기 : 2기 - 색상 : 주황 - 포지션 : 보컬 - 비고 : 개인활동중 |
| 나카니시 카나   | - 이름 : 中西香菜 (Nakanishi Kana) - 생년월일 : 1997년 6월 4일(28세) - 출생지 : 일본 오사카부 - 가입기 : 2기 - 색상 : 라이트 핑크 - 포지션 : 보컬, 초대, 2대 서브리더 - 비고 : 유튜버 활동 (2020년 7월 ~ 현재)                                                       |
| 무로타 미즈키   | - 이름 : 室田瑞希 (Murota Mizuki) - 생년월일 : 1998년 6월 12일(27세) - 출생지 : 일본 지바현 - 가입기 : 3기 - 색상 : 하늘 - 포지션 : 보컬 - 비고 : 개인활동중 |
| 오오타 하루카   | - 이름 : 太田遥香 (Oota Haruka) - 생년월일 : 2003년 11월 21일(21세) - 출생지 : 일본 홋카이도 - 가입기 : 7기 - 색상 : 브라이트 그린 - 포지션 : 보컬 |
| 후나키 무스부   | - 이름 : 船木結 (Funaki Musubu) - 생년월일 : 2002년 5월 10일(23세) - 출생지 : 일본 오사카부 - 가입기 : 6기 - 색상 : 연두 - 포지션 : 보컬 |
| 카사하라 모모나 | - 이름 : 笠原桃奈 (Kasahara Momona) - 생년월일 : 2003년 10월 22일(21세) - 출생지 : 일본 가나가와현 - 가입기 : 5기 - 색상 : 핫 핑크 - 포지션 : 댄스, 보컬 - 비고 : 현 ME:I 멤버                                                                                       |
| 타케우치 아카리 | - 이름 : 竹内朱莉 (Takeuchi Akari) - 생년월일 : 1997년 11월 23일(27세) - 출생지 : 일본 사이타마현 - 가입기 : 2기 - 색상 : 파랑 - 포지션 : 2대 리더, 보컬 - 비고 : 개인활동중                                                                                         |
| 사사키 리카코   | - 이름 : 佐々木莉佳子 (Sasaki Rikako) - 생년월일 : 2001년 5월 28일(24세) - 출생지 : 일본 미야기현 - 가입기 : 3기 - 색상 : 노랑 - 포지션 : 댄스, 보컬 - 비고 : 개인활동중                                                                                             |
| 카와무라 아야노 | - 이름 : 川村文乃 (Kawamura Ayano) - 생년월일 : 1999년 7월 7일(26세) - 출생지 : 일본 고치현 - 가입기 : 6기 - 색상 : 연보라 - 포지션 : 2대 서브리더, 보컬, 최연장자 - 비고 : 연예계 은퇴                                                                              |
| 카미코쿠료 모에 | - 이름 : 上國料萌衣 (Kamikokuryo Moe) - 생년월일 : 1999년 10월 24일(25세) - 출생지 : 일본 구마모토현 - 가입기 : 4기 - 색상 : 아쿠아 블루 - 포지션 : 3대 리더, 보컬 - 활동 기간 : 2015년 11월 ~ 2025년 6월 - 소속 그룹 : 카미이시나카 카나 멤버 - 비고 : 유학할 예정. |

## 특징
- 하로프로에그 중에서 선발된 4명으로 결성되었다. 이 중 오가와를 제외한 멤버는 2009년 9월 23일까지 슈고캬라에그!로 활동하고 있었다.
- 멤버의 추가 · 교체가 시사되고 있었지만, 2009년 11월 23일에 요코하마 BLITZ에서 개최된「2009 헬로! 프로젝트 신인 공연 11월 ~요코하마 FIRE!~」에 두고, 2010년 3월 27일에 개최되는「2010 헬로! 프로젝트 신인 공연 3월 ~요코하마 GOLD~」를 마지막으로 하로프로에그를 졸업해, 정식으로 헬로! 프로젝트의 멤버가 된다.
- 마노 에리나의 악곡의「Love & Peace = パラダイス」까지의 뮤직 비디오에 백댄서로서 출연하고 있었다.
- 와다, 후쿠다가 고등학생이었으며, 2기 멤버 4명은 3~4살 연하(중학생)이다.
- 인디즈 싱글은 전부 마에다가 1절 최초의 파트를 맡고 있다[1].
- 헬로! 프로젝트 중에서 유일하게 멤버 전원이 개인 블로그를 가지고 있는 그룹이다(2012년 2월 현재).

### 그룹명의 유래
"스마일과 마일리지, 스마일의 세대라고 하는 의미로 스마일과 에이지"라고 하는 말, 스마일이, 마일리지와 같이 자꾸자꾸 모이도록 하는 의미로 이름이 붙여졌다.
발표 당시는「S/mileage」라고 표기되었지만,「オトナになるって難しい!!!」로부터 「スマイレージ」표기를 정식적 표기로 하고 「S/mileage」는 영어 표기가 되었다.「S/mileage」의 표기는 그룹의 로고에 사용된다.
2014년 12월 17일에 새 그룹명자는 이 그룹의 멤버였던 나카니시 카나에 따른 것이며, 프랑스어의 ange(앙주=천사의 뜻)과 larme(라름=눈물의 뜻)을 합친 조어에서 "천사같은 친절에 많은 눈물을 함께 흘리는"라는 의미가 담겨 있어,「안주루무(アンジュルム, ANGERME)」로 새로 표기되었다.

## 그룹 편성
| 일시             | 멤버                                                                                            | 증감 | 인수 |
| ---------------- | ----------------------------------------------------------------------------------------------- | ---- | ---- |
| 2009년 4월 4일   | 【1기】와다 아야카 · 마에다 유카 · 후쿠다 카논 · 오가와 사키                                    | －   | 4명  |
| 2011년 8월 14일  | 【서브멤버】나카니시 카나 · 코스가 후유카 · 타케우치 아카리 · 카츠다 리나 · 타무라 메이미 가입  | +5   | 9명  |
| 2011년 8월 27일  | 오가와 사키 졸업                                                                                | -1   | 8명  |
| 2011년 9월 9일   | 코스가 후유카 이탈                                                                              | -1   | 7명  |
| 2011년 10월 16일 | 【서브멤버】나카니시 카나 · 타케우치 아카리 · 카츠다 리나 · 타무라 메이미 정식 멤버(2기)에 승격 | －   | 7명  |
| 2011년 12월 31일 | 마에다 유우카 졸업                                                                              | -1   | 6명  |
| 2014년 10월 14일 | 【3기】무로타 미즈키 · 아이카와 마호 · 사사키 리카코 가입                                       | +3   | 9명  |
| 2015년 11월 11일 | 【4기】카미코쿠료 모에 가입                                                                     | +1   | 10명 |
| 2015년 11월 29일 | 후쿠다 카논 졸업                                                                                | -1   | 9명  |
| 2016년 5월 30일  | 타무라 메이미 졸업                                                                              | -1   | 8명  |
| 2016년 7월 16일  | 【5기】카사하라 모모나 가입                                                                     | +1   | 9명  |
| 2017년 6월 26일  | 【6기】후나키 무스부 · 카와무라 아야노 가입                                                     | +2   | 11명 |
| 2017년 12월 31일 | 아이카와 마호 졸업                                                                              | -1   | 10명 |
| 2018년 11월 23일 | 【7기】오오타 하루카 · 이세 레이라 가입                                                         | +2   | 12명 |
| 2019년 6월 18일  | 와다 아야카 졸업                                                                                | -1   | 11명 |
| 2019년 7월 3일   | 【8기】하시사코 린 가입                                                                         | +1   | 12명 |
| 2019년 9월 25일  | 카츠다 리나 졸업                                                                                | -1   | 11명 |
| 2019년 12월 10일 | 나카니시 카나 졸업                                                                              | -1   | 10명 |
| 2020년 3월 22일  | 무로타 미즈키 졸업                                                                              | -1   | 9명  |
| 2020년 10월 13일 | 오오타 하루카 활동 종료                                                                         | -1   | 8명  |
| 2020년 11월 2일  | 【9기】카와나 린 · 타메나가 시온 · 마츠모토 와카나 가입                                         | +3   | 11명 |
| 2020년 12월 9일  | 후나키 무스부 졸업                                                                              | -1   | 10명 |
| 2021년 11월 15일 | 카사하라 모모나 졸업                                                                            | -1   | 9명  |
| 2021년 12월 30일 | 【10기】히라야마 유키 가입                                                                      | +1   | 10명 |
| 2023년 5월 23일  | 【11기】시모이타니 유키호 · 고토 하나 가입                                                      | +2   | 12명 |
| 2023년 6월 21일  | 타케우치 아카리 졸업                                                                            | -1   | 11명 |
| 2024년 6월 19일  | 사사키 리카코 졸업                                                                              | -1   | 10명 |
| 2024년 11월 28일 | 카와무라 아야노 졸업                                                                            | -1   | 9명  |
| 2025년 6월 18일  | 카미코쿠료 모에 졸업                                                                            | -1   | 8명  |
| 2025년 8월 16일  | 【12기】나가노 모모하 가입                                                                      | +1   | 9명  |

## 약력
2009년
- 4월 4일 · 5일 - 「2009 헬로! 프로젝트 신인 공연 4월 ~요코하마 HOP!~」에서 2009년 가을 이후 메이저 데뷔를 목표로 하는 신유닛 및 멤버를 발표(와다 아야카, 마에다 유카, 후쿠다 카논, 오가와 사키).
- 5월 8일 - 프로듀서 층쿠♂ (샤란Q)가 공식 블로그에서 그룹명「S/mileage」를 발표.
- 6월 7일 - 「2009 헬로! 프로젝트 신인 공연 6월 ~나카노 STEP!~」에서 인디즈 데뷔 싱글「ぁまのじゃく」가 발매[3]. 이 곡의 첫 피로를 했다.
- 11월 23일 - 「2009 헬로! 프로젝트 신인 공연 11월 ~요코하마 FIRE!~」공연 중 층쿠♂ 코멘트 영상에서, 2010년 봄의 에그 공연에서 하로프로에그를 졸업하고 메이저 데뷔하는 것을 발표[4].
- 12월 14일 - 공식 HP의 아티스트명 표기(S/mileage)가 스마이레지(スマイレージ)로 변경되었다.

2010년
- 2월 26일 - 오피셜 사이트「S/mileage 스마이레지」개설 및 Twitter의 공식 어카운트를 취득.
- 2월 28일 - 「2010년 하로프로에그 노리멘 LIVE 2월」에서「노려라 데뷔! 스마이레지 웃는 얼굴 캠페인」이 발표,[5][6] 동시에 스마이레지 공식 사이트[7] 이와 함께 업프런트 채널[8]에서 캠페인 개시.
- 3월 27일 - 「2010 헬로! 프로젝트 신인 공연 3월 ~요코하마 GOLD~」를 마지막으로 하로프로에그를 졸업해, 정식으로 헬로! 프로젝트의 멤버가 되었다.
- 4월 3일 - 「스페셜 조인트 2010 봄 감사만개! ~마노 에리나 2주년 돌입 & 스마이레지 메이저 데뷔에 벚꽃 피어라! 라이브~」에서「노려라 데뷔! 스마이레지 웃는 얼굴 캠페인」의 결과가 발표되어, 메이저 데뷔가 결정되었다[9].
- 4월 4일 - 오가와를 제외한 3명의 멤버가 메인 캐릭터의 성우를 맡는 테레비도쿄 계열 애니메이션「공주체인지! 동화틱 아이돌 리루프릿」방송 개시.
- 5월 26일 -「夢見る15歳」로 메이저 데뷔.
- 12월 10일 - 유튜브에 공식 채널이 개설됨.
- 12월 15일 - 요코하마 아레나에서 개최된「모닝구무스메。콘서트 투어 2010 가을 ~라이벌 서바이벌~ 카메이 에리 · 쥰쥰 · 링링 졸업 스페셜 공연」에 오프닝 액트로서 출연[10].
- 12월 30일 - 제52회 일본 레코드 대상 최우수 신인상을 수상.

2011년
- 5월 29일 - 신멤버 오디션의 개최를 프로듀서 층쿠♂가 발표하였다[11].
- 8월 14일 - 서브멤버로서 나카니시 카나, 코스가 후유카, 타케우치 아카리, 카츠다 리나, 타무라 메이미가 가입하는 것이 발표되었다[12].
- 8월 24일 - 오가와 사키가 월말에 졸업(은퇴)하는 사실이 발표[13].
- 8월 26일 - 오가와 사키 오피셜 블로그「사키치의 멜론」이 졸업 후의 같은 달 31일로서 종료하는 것을 발표.
- 8월 27일 - 오가와 사키가 스마이레지 및 헬로! 프로젝트를 졸업.
- 9월 9일 - 서브멤버의 코스가 후유카가「중증의 빈혈 상태」로 인해 수개월간 치료에 전념하게 되어, 스마이레지를 이탈(탈퇴)하는 것이 발표되었다. 완치 후, 2012년 2월부터 2014년 5월까지 하로프로 연수생로서 활동[14].
- 9월 18일 - 시부야 C.C.Lemon 홀에서 행해진「스마이레지 콘서트 투어 2011 가을 ~역습의 초미니스커트~」에서 서브멤버가 정규 멤버가 되기 위한 과제가 발표되었다[15][16].「웃는 얼굴 업로드 캠페인!」라고 제목을 붙여, 서브멤버 4명이 일본 전국의 거리에서 촬영을 당하고, 그 사진을「업로드」당한다고 하는 캠페인을 실시해, 그 결과와「노래, 댄스, 학교의 성적 등」에 의해 서브멤버로부터 정규 멤버가 되는 멤버를 선출한다.
- 10월 16일 - 요코하마 BLITZ에서 행해진「タチアガール」릴리즈 이벤트에서 서브멤버인 나카니시, 타케우치, 카츠다, 타무라가 정규 멤버가 되는 것이 발표되었다[17].
- 10월 25일 - 마에다 유카가 12월 31일로의 졸업(은퇴)을 발표[18].
- 12월 31일 - 마에다 유카가 스마이레지 및 헬로! 프로젝트를 졸업.

2014년
- 3월 29일 -「Hello! Project 히나페스 2014 ~Full 코스~」에 출연해 7월 15일에 일본 무도관에서 콘서트를 실시를 발표하였다.
- 4월 30일 - 메이저 16번째 싱글「ミステリーナイト!／エイティーン エモーション」을 발매. 오리콘 주간 싱글 차트에서는 자신의 최고 순위로 2위에 올랐다.
- 9월 24일 - 와다, 후쿠다가 이날 착신된「하로! 스테」에서 3기 멤버가 10월 4일에 가입하는 것과 그룹 이름을 공모에 의해 개명할 것을 발표했다[19][20].
- 10월 4일 - 선행하는 3기 멤버로 하로프로 연수생 중에서 무로타 미즈키, 아이카와 마호, 사사키 리카코의 3명이 가입하는 것이 발표되었다[21]. 또는 같은 날부터 10월 31일까지 새 그룹명 공모를 실시하는 일도 발표되었다[22].
- 12월 17일 - 새 그룹명을「안주루무(アンジュルム, ANGERME)」로 결정되었다[23].

2015년
- 2월 4일 - 안주루무 명의로의 첫 싱글「大器晩成／乙女の逆襲」를 발매. 오리콘 주간 싱글 차트에서 2위를 획득했다.
- 5월 20일 - 후쿠다 카논이 동년 가을을 기해 안주루무 및 헬로! 프로젝트를 졸업하는 것을 발표[24].
- 6월 24일 - 이날 착신된「하로! 스테」에서 4기 멤버 오디션을 개최하는 것을 발표하였다[25][26].
- 11월 11일 - 4기 멤버 오디션에서 합격한 카미코쿠료 모에가 가입하는 것이 발표되었다[27].
- 11월 29일 - 후쿠다 카논이 일본 무도관에서 행해진「안주루무 퍼스트 콘서트 투어 2015 가을『백화료란』후쿠다 카논 졸업 스페셜」을 마지막으로 안주루무 및 헬로! 프로젝트를 졸업. 그 동시에 나카니시 카나와 타케우치 아카리가 초기 서브리더에 공동 취임하는 것이 발표.
- 12월 20일 - 타무라 메이미가 2016년 봄을 기해 안주루무 및 헬로! 프로젝트를 졸업하는 것을 발표[28].

2016년
- 5월 30일 - 타무라 메이미가 일본 무도관에서 행해진「안주루무 퍼스트 콘서트 투어 2016 봄『구위일체』타무라 메이미 졸업 스페셜」을 마지막으로 안주루무 및 헬로! 프로젝트를 졸업.
- 7월 16일 - 선행하는 5기 멤버로 하로프로 연수생 중에서 카사하라 모모나가 가입하는 것이 발표되었다[29].

2017년
- 1월 11일 - 아이카와 마호의 활동 휴지가 블로그와 공식 홈페이지의 뉴스에서 발표되었다[30][31].
- 6월 26일 - 선행하는 6기 멤버로 하로프로 연수생 중에서 카와무라 아야노가 가입, 컨트리걸즈의 후나키 무스부가 안주루무에 이적해, 컨트리걸즈 겸임[32].
- 12월 31일 - 아이카와 마호가 안주루무 및 헬로! 프로젝트를 졸업[33].

2018년
- 4월 5일 - 리더인 와다 아야카가 2019년 봄을 기해 안주루무 및 헬로! 프로젝트를 졸업하는 것을 발표[34]. 졸업 후에도 연예 활동을 계속하게 된다.
- 11월 23일 - 선행하는 7기 멤버로 오오타 하루카, 이세 레이라가 가입하는 것이 발표되었다[35].

2019년
- 5월 25일 - 동년 6월 19일부터 타케우치 아카리가 2대 리더, 나카니시 카나와 카와무라 아야노가 2대 서브리더에 취임하는 것이 발표.
- 6월 18일 - 리더인 와다 아야카가 일본 무도관에서 행해진「하로프로 프리미엄 안주루무 콘서트 투어 2019 봄 파이널 와다 아야카 졸업 스페셜 윤회전생 ~어느 때 태어난 사랑의 제창~」을 마지막으로 안주루무 및 헬로! 프로젝트를 졸업.
- 6월 26일 - 카츠다 리나가 9월 25일의 퍼시픽 요코하마 공연을 기해 안주루무 및 헬로! 프로젝트를 졸업하는 것을 발표[36]. 졸업 후에 패션에 관한 활동을 계속하게 된다.
- 7월 3일 - 선행하는 8기 멤버로 하로프로 연수생 중에서 하시사코 린이 가입하는 것이 발표되었다[37].
- 9월 25일 - 카츠다 리나가 퍼시픽 요코하마 국립대 홀에서 행해진「안주루무 2019 가을「Next Page」~카츠다 리나 졸업 스페셜~」을 마지막으로 안주루무 및 헬로! 프로젝트를 졸업.
- 9월 30일 - 나카니시 카나가 12월 10일의 토요스 PIT 공연을 기해 안주루무 및 헬로! 프로젝트를 졸업하는 것을 발표[38]. 졸업 후에 연예계를 은퇴할 예정이다.
- 10월 18일 - 컨트리걸즈가 12월 26일에 LINE CUBE SHIBUYA에서 행해진 콘서트를 기해 그룹 활동 휴지를 발표로, 후나키 무스부가 동시에 2020년 3월을 기해 안주루무 및 헬로! 프로젝트를 졸업, 졸업 후에 연예 활동을 휴지할 예정이다[39].
- 11월 26일 - 메이저 27번째 싱글「私を創るのは私／全然起き上がれないSUNDAY」(11월 20일 발매)가 오리콘 주간 싱글 차트(12월 2일자)에서 데뷔 9년 반만에 첫 1위에 올랐다.
- 12월 10일 - 나카니시 카나가 토요스 PIT에서 행해진「안주루무 라이브 투어 2019 가을「Next Page」~나카니시 카나 졸업 스페셜~」을 마지막으로 안주루무 및 헬로! 프로젝트를 졸업.

2020년
- 1월 2일 - 9기 멤버 오디션을 개최하는 것을 발표하였다[40].
- 1월 22일 - 무로타 미즈키가 3월 22일에 메이지 진구 야구장에서 행해진「Hello! Project 히나페스 2020 ~재해지 부흥 지원 · 토호쿠를 건강하게!~ 안주루무 프리미엄 공연」을 기해 안주루무 및 헬로! 프로젝트를 졸업하는 것을 발표[41]. 동시에 후나기 무스부의 졸업 시기가 안주루무 봄 투어로 변경되었다.
- 2월 28일 - 오오타 하루카가「헬로! 프로젝트의 룰에 어긋나는 사안이 발각되어, 본인도 사실을 대체로 인정한다」라고 활동 휴지하는 것을 헬로! 프로젝트 공식 사이트에서 발표[42].
- 3월 22일 - 무로타 미즈키가「Hello! Project 히나페스 2020 ~재해지 부흥 지원 · 토호쿠를 건강하게!~ 안주루무 프리미엄 공연」(CS 테레비아사히에서 무관중 공연 생중계)을 기해 안주루무 및 헬로! 프로젝트를 졸업. 졸업 후에 연예 활동을 계속하게 된다.
- 4월 21일 - 6월 12일에 졸업 예정인 후나기 무스부가 신종 코로나바이러스 감염 우려로 인해 졸업 일자가 정기되었다[43](졸업 일자가 12월 9일로 예정).
- 10월 13일 - 활동 휴지 중인 오오타 하루카가 안주루무에서의 활동은 종료해, 향후, 헬로! 프로젝트로 다시 활동할 수 있도록, 처음부터 목표로 해 가는 것이 헬로! 프로젝트의 공식 사이트에서 발표되었다[44].
- 11월 2일 - 선행하는 9기 멤버로 카와나 린, 타메나가 시온, 마츠모토 와카나가 가입하는 것이 발표되었다[45].
- 12월 9일 - 후나키 무스부가 일본 무도관에서 행해진「안주루무 콘서트 2020 ~기승전결~ 후나키 무스부 졸업 스페셜」을 마지막으로 안주루무 및 헬로! 프로젝트를 졸업.

2021년
- 6월 21일 - 카사하라 모모나가 올해를 기해 안주루무 및 헬로! 프로젝트를 졸업하는 것을 발표[46].
- 7월 20일 - 신그룹, 하로프로 연수생, 하로프로 연수생 홋카이도와 합동으로 신멤버 오디션「헬로! 프로젝트 신멤버 오디션 2021」를 개최하는 것을 발표하였다[47].
- 11월 15일 - 카사하라 모모나가 일본 무도관에서 행해진「안주루무 콘서트 2021「도원향 ~카사하라 모모나 졸업 스페셜~」」을 마지막으로 안주루무 및 헬로! 프로젝트를 졸업.
- 12월 30일 - 선행하는 10기 멤버로 하로프로 연수생 중에서 히라야마 유키가 가입하는 것이 발표되었다[48].

2022년
- 5월 17일 - 메이저 30번째 싱글「愛・魔性/ハデにやっちゃいな!/愛すべきべき Human Life」(5월 11일 발매)가 오리콘 주간 싱글 차트(5월 23일자)에서 2년 6개월 만에 통상 2작째 1위에 올랐다[49].
- 12월 20일 - 타케우치 아카리가 2023년 봄 투어를 기해 안주루무 및 헬로! 프로젝트를 졸업하는 것을 발표[50].

2023년
- 5월 23일 - 선행하는 11기 멤버로 하로프로 연수생 중에서 시모이타니 유키호, 고토 하나가 가입하는 것이 발표되었다[51].
- 6월 21일 - 타케우치 아카리가 요코하마 아레나에서 행해진「ANGERME CONCERT 2023 BIG LOVE 타케우치 아카리 FINAL LIVE「안주루무에서 사랑을 담아」」을 마지막으로 안주루무 및 헬로! 프로젝트를 졸업.
- 6월 26일 - 헬로! 프로젝트의 전 그룹, 신그룹, 하로프로 연수생과 합동으로 신멤버 오디션「헬로! 프로젝트 25주년 기념 신멤버 오디션」을 개최하는 것을 발표하였다[52].
- 12월 21일 - 사사키 리카코가 2024년 봄 투어를 기해 안주루무 및 헬로! 프로젝트를 졸업하는 것을 발표[53].

2024년
- 6월 19일 - 사사키 리카코가 요코하마 아레나에서 행해진「ANGERME CONCERT 2024 SECRET SECRET 사사키 리카코 FINAL「애정의 세계로, 너도 와」」를 마지막으로 안주루무 및 헬로! 프로젝트를 졸업.
- 7월 4일 - 카와무라 아야노가 2024년 가을 투어를 기해 안주루무 및 헬로! 프로젝트를 졸업하는 것을 발표[54].
- 7월 13일 - 헬로! 프로젝트의 전 그룹, 하로프로 연수생, 하로프로 연수생 홋카이도와 합동으로 신멤버 오디션「헬로! 프로젝트 신멤버 오디션 2024」를 개최하는 것을 발표하였다[55].
- 11월 28일 - 카와무라 아야노가 일본 무도관에서 행해진「ANGERME 10th ANNIVERSARY TOUR 2024 AUTUMN「ROOTS」카와무라 아야노 FINAL ☆KIRAKIRA☆」를 마지막으로 안주루무 및 헬로! 프로젝트를 졸업.
- 12월 20일 - 카미코쿠료 모에가 2025년 봄 투어를 기해 안주루무 및 헬로! 프로젝트를 졸업하는 것을 발표[56].

2025년
- 6월 18일 - 카미코쿠료 모에가 요코하마 아레나에서 행해진「안주루무 10th Anniversary tour 2025 봄「벗꽃도리」카미코쿠료 모에 FINAL ~너는 지금 딱 키라!~」를 마지막으로 안주루무 및 헬로! 프로젝트를 졸업.
- 8월 16일 - 선행하는 12기 멤버로 하로프로 연수생 중에서 나가노 모모하가 가입하는 것이 발표되었다[57]. 헬로! 프로젝트의 전 그룹, 하로프로 연수생, 하로프로 연수생 홋카이도와 합동으로 신멤버 오디션「헬로! 프로젝트 신멤버 오디션 2025」를 개최하는 것을 발표하였다[58].

## 음악

### 싱글
인디즈 (S/mileage 명의)
1. ぁまのじゃく (2009년 6월 7일)
2. あすはデートなのに、今すぐ声が聞きたい (2009년 9월 23일)
3. スキちゃん (2009년 11월 23일)

인디즈 (스마이레지 명의)
1. オトナになるって難しい!!! (2010년 3월 17일, 테레비도쿄 애니메이션「공주체인지! 동화틱 아이돌 리루프릿」엔딩 테마)

메이저 (스마이레지 명의)
1. 夢見る 15歳 (2010년 5월 26일)
  - 커플링 : サンキュ! クレームブリュレの友情
2. ○○ がんばらなくてもええねんで!! (2010년 7월 28일)
  - 커플링 : ○○ がんばらなくてもいいんだよ!! / スマイル美人
3. 同じ時給でく友達の美人ママ (2010년 9월 29일)
  - 커플링 : ちょこっとLOVE
    - 커플링곡 "ちょこっとLOVE"는 풋치모니 첫 번째 싱글에서 커버.
4. ショートカット (2011년 2월 9일)
  - 커플링 : パン屋さんのアルバイト / 乙女パスタに感動
    - 커플링곡 "乙女パスタに感動"는 탄포포 네 번째 싱글에서 커버했으며, 통상반 곡으로 수록.
5. 恋にBooing ブー! (2011년 4월 27일, 테레비도쿄「피라메키노」4월 엔딩 테마)
  - 커플링 : 初恋の貴方へ / 恋をしちゃいました!
    - 커플링곡 "恋をしちゃいました!"는 탄포포 다섯 번째 싱글에서 커버했으며, 통상반 곡으로 수록.
6. 有頂天LOVE (2011년 8월 3일)
  - 커플링 : 自転車チリリン / チュッ! 夏パ～ティ
    - 오가와 사키 마지막 참가 싱글
    - 커플링곡 "チュッ! 夏パ～ティ"는 2001년 셔플 유닛 싱글에서 커버했으며, 통상반 곡으로 수록.
7. タチアガール (2011년 9월 28일)
  - 커플링 : スマイル音丼 / ブギートレイン'11 / スマイレージ シングルス 激萌えリミックス
    - 서브멤버 (나카니시 카나 · 코스가 후유카 · 타케우치 아카리 · 카츠다 리나 · 타무라 메이미) 첫 참가 싱글
    - 서브멤버인 코스가 후유카가 싱글 발매 전에 이탈로 인해 멤버 7명으로 활동하게 된다.
    - 커플링곡 "ブギートレイン'11"는 후지모토 미키 다섯 번째 싱글에서 커버했으며, 초회생산한정반 C 곡으로 수록.
    - 커플링곡 "スマイレージ シングルス 激萌えリミックス"는 스마이레지의 전 싱글 곡들을 모아서 리믹스로 한 곡이며, 초회생산한정반 D 곡으로 수록.
8. プリーズ ミニスカ ポストウーマン! (2011년 12월 28일)
  - 커플링 : こんにちは こんばんは / スマイレージ シングルス 激ヤバリミックス / 手を握って歩きたい
    - 2기 멤버 (나카니시 카나 · 타케우치 아카리 · 카츠다 리나 · 타무라 메이미) 첫 참가 싱글
    - 마에다 유카 마지막 참가 싱글
    - 커플링곡 "スマイレージ シングルス 激ヤバリミックス"는 스마이레지의 전 싱글 곡들을 모아서 리믹스로 한 곡이며, 초회생산한정반 D 곡으로 수록.
    - 커플링곡 "手を握って歩きたい"는 고토 마키 세 번째 싱글에서 커버했으며, 통상반 곡으로 수록.
9. チョトマテクダサイ! (2012년 2월 1일)
  - 커플링 : チャンス到来! / スマイレージ シングルス 激アツリミックス / 涙 GIRL
    - 커플링곡 "スマイレージ シングルス 激ヤバリミックス"는 스마이레지의 전 싱글 곡들을 모아서 리믹스로 한 곡이며, 초회생산한정반 D 곡으로 수록.
    - 커플링곡 "涙 GIRL"은 후지모토 미키 첫 번째 앨범에서 커버했으며, 통상반 곡으로 수록.
10. ドットビキニ (2012년 5월 2일)
  - 커플링 : すまいるブルース／須磨入姉妹 / 恋人は心の応援団
    - 커플링곡 "恋人は心の応援団"은 컨트리무스메。에 이시카와 리카 (모닝구무스메。) 두 번째 싱글에서 커버했으며, 통상반 곡으로 수록.
11. 好きよ、純情反抗期。(2012년 8월 22일)
  - 커플링 : 君は自転車 私は電車で帰宅
    - 커플링곡 "君は自転車 私は電車で帰宅"는 ℃-ute 열여덟 번째 싱글에서 커버.
12. 寒いね。(2012년 11월 28일)
  - 커플링 : 私、ちょいとカワイイ裏番長
13. 旅立ちの春が来た (2013년 3월 20일)
  - 커플링 : どうしよう
14. 新しい私になれ!／ヤッタルチャン (2013년 7월 3일)
  - 양 A면 싱글. 커플링 곡은 없음.
15. ええか!?／「良い奴」(2013년 12월 18일)
  - 양 A면 싱글. 커플링 곡은 없음.
16. ミステリーナイト!／エイティーン エモーション (2014년 4월 30일)
  - 양 A면 싱글. 커플링 곡은 없음.
17. 嗚呼 すすきの／地球は今日も愛を育む (2014년 8월 20일)
  - 양 A면 싱글. 커플링 곡은 없음.

메이저 (안주루무 명의)
1. 大器晩成／乙女の逆襲 (2015년 2월 4일)

- 양 A면 싱글. 커플링 곡은 없음.
  - 3기 멤버 (무로타 미즈키 · 아이카와 마호 · 사사키 리카코) 첫 참가 싱글
  - 그룹명 개명 후 첫 싱글

1. 七転び八起き／臥薪嘗胆／魔法使いサリー (2015년 7월 22일)

- 트리플 A 사이드 (A면) 싱글. 커플링 곡은 없음.

1. 出すぎた杭は打たれない／ドンデンガエシ／わたし (2015년 11월 11일)

- 트리플 A 사이드 (A면) 싱글. 커플링 곡은 없음.
  - 후쿠다 카논 마지막 참가 싱글

1. 次々続々／糸島Distance／恋ならとっくに始まってる (2016년 4월 27일 / 8월 10일 아날로그반 발매)

- 트리플 A 사이드 (A면) 싱글. 커플링 곡은 없음.
  - 4기 멤버 (카미코쿠료 모에) 첫 참가 싱글
  - 타무라 메이미 마지막 참가 싱글

1. 上手く言えない／愛のため今日まで進化してきた人間 愛のためすべて退化してきた人間／忘れてあげる (2016년 10월 19일)

- 트리플 A 사이드 (A면) 싱글. 커플링 곡은 없음.
  - 5기 멤버 (카사하라 모모나) 첫 참가 싱글
  - 아이카와 마호가 참가하는 싱글로서 마지막이 되었다.

1. 愛さえあればなんにもい／ナミダイロノケツイ／魔女っ子メグちゃん (2017년 6월 21일)

- 트리플 A 사이드 (A면) 싱글. 커플링 곡은 없음.

1. 泣けないぜ…共感詐欺／Uraha=Lover／君だけじゃないさ...friends (2018アコースティックVer.) (2018년 5월 9일)

- 트리플 A 사이드 (A면) 싱글. 커플링 곡은 없음.

1. タデ食う虫もLike it!／46億年LOVE (2018년 10월 31일)

- 양 A면 싱글. 커플링 곡은 없음.

1. 恋はアッチャアッチャ／夢見た 15年 (2019년 4월 10일)

- 양 A면 싱글. 커플링 곡은 없음.
  - 7기 멤버 (오오타 하루카 · 이세 레이라) 첫 참가 싱글
  - 와다 아야카 · 카츠다 리나 마지막 참가 싱글

1. 私を創るのは私／全然起き上がれないSUNDAY (2019년 11월 20일)

- 양 A면 / 커플링 : チャンス到来! / とっておきのオシャレをして / 明晩、ギャラクシー劇場で
  - 8기 멤버 (하시사코 린) 첫 참가 싱글
  - 나카니시 카나 · 무로타 미즈키 · 오오타 하루카 마지막 참가 싱글
  - 커플링곡 "とっておきのオシャレをして"는 9월 25일에 졸업한 카츠다 리나의 솔로곡으로, 통상반 A 곡으로 수록.
  - 커플링곡 "明晩、ギャラクシー劇場で"는 통상반 B 곡으로 수록.

1. 限りあるＭoment／ミラー・ミラー (2020년 8월 26일)

- 양 A면 싱글. 커플링 곡은 없음.
  - 후나키 무스부 마지막 참가 싱글
  - 2월 28일부터 활동 휴지 중인 오오타 하루카가 싱글 불참가(10월 13일에 그룹 활동 종료).

1. はっきりしようぜ／泳げないMermaid／愛されルートA or B? (2021년 6월 23일)

- 트리플 A 사이드 (A면) / 커플링 : SHAKA SHAKA TO LOVE
  - 9기 멤버 (카와나 린 · 타메나가 시온 · 마츠모토 와카나) 첫 참가 싱글
  - 카사하라 모모나 마지막 참가 싱글
  - 2020년 12월 24일에 착신된 "SHAKA SHAKA TO LOVE"는 초회생산한정반 SP 커플링곡으로 수록.

1. 愛・魔性／ハデにやっちゃいな!／愛すべきべきHuman Life (2022년 5월 11일)

- 트리플 A 사이드 (A면) / 커플링 : SHAKA SHAKA #2 LOVE カラフルライフ編
  - 10기 멤버 (히라야마 유키) 첫 참가 싱글
  - 2021년 9월 1일에 착신된 "SHAKA SHAKA #2 LOVE カラフルライフ編"은 초회생산한정반 SP1 커플링곡으로 수록.

1. 悔しいわ／Piece of Peace～しあわせのパズル～ (2022년 5월 11일)

- 양 A면 싱글. 커플링 곡은 없음.

1. アイノケダモノ／同窓生 (2023년 6월 14일)

- 양 A면 / 커플링 : 行かなくちゃ
  - 타케우치 아카리 마지막 참가 싱글
  - 커플링곡 "行かなくちゃ"는 타케우치 아카리의 솔로곡으로 수록.

1. RED LINE／ライフ イズ ビューティフル! (2023년 12월 13일)

- 양 A면 싱글. 커플링 곡은 없음.
  - 11기 멤버 (시모이타니 유키호 · 고토 하나) 첫 참가 싱글

1. 美々たる一撃／うわさのナルシー／THANK YOU, HELLO GOOD BYE (2024년 6월 12일)

- 트리플 A 사이드 (A면) 싱글. 커플링 곡은 없음.
  - 사사키 리카코 마지막 참가 싱글

1. 初恋、花冷え／悠々閑々 gonna be alright!! (2024년 11월 15일)

- 양 A면 / 커플링 : うれしいのにね、泣けちゃうわ (초회생산한정반 SP만)
  - 카와무라 아야노 마지막 참가 싱글

1. アンドロイドは夢を見るか?／光のうた (2025년 5월 21일)

- 양 A면 싱글. 커플링 곡은 없음.
  - 카미코쿠료 모에 마지막 참가 싱글

DVD · Blu-ray 한정 싱글 (안주루무 명의)
1. マナーモード／キソクタダシクウツクシク／君だけじゃないさ…friends (2017년 12월 13일)

- 트리플 A 사이드 (A면) 싱글.
  - 6기 멤버 (후나키 무스부 · 카와무라 아야노) 첫 참가 싱글

콜라보레이션
- 오하걸 메이플 with 스마이레지 명의

1. マイ・スクール・マーチ (2010년 11월 24일)
  - 커플링 : モーニング チャイム!!! (오하걸 메이플)

- 베키마스 명의

1. 負けるな わっしょい! (2011년 8월 6일, 콘서트 한정 발매)

- 헬로! 프로젝트 모베키마스 명의

1. ブスにならない哲学 (2011년 11월 16일)
  - 커플링 : かっちょ良い歌 (피쳐링 스마이레지) (초회생산한정반 F : 스마이레지반의 곡으로 수록)

- 하로프로 올스타즈 명의

1. YEAH YEAH YEAH／憧れのStress-free／花、闌の時 (2018년 9월 26일)
  - 트리플 A 사이드 (A면) / 커플링 : ハロー!ヒストリー

기획물
1. 演劇女子部 S/mileage's JUKEBOX MUSICAL『SMILE FANTASY!』(2014년 10월 4일 선행 판매 / 12월 10일 일반 판매)
2. 全労済ホール／スペース・ゼロ提携公演 演劇女子部「モード」オリジナルサウンドトラック (2016년 10월 1일 선행 판매 / 11월 2일 일반 판매)
3. 演劇女子部「夢見るテレビジョン」オリジナルサウンドトラック (2017년 10월 6일 선행 판매 / 11월 1일 일반 판매)

### 착신 한정
스마이레지 명의
1. 夢見る 15歳 (PAX JAPONICA GROOVE REMIX) (2010년 6월 28일)
2. ○○ がんばらなくてもええねんで!! (TopNude Remix Version 01) (2010년 8월 7일)
3. 同じ時給で働く友達の美人ママ (Remix Type1) (2010년 11월 3일)
4. ショートカット (Remix.Ver) (2011년 8월 18일)
5. 有頂天LOVE～rocketman mix～ (2011년 8월 18일)

안주루무 명의
1. 夏将軍 (2018년 7월 21일)
2. SHAKA SHAKA TO LOVE (2020년 12월 24일)
3. SHAKA SHAKA #2 LOVE カラフルライフ編 (2021년 9월 1일)

### 앨범
1. 悪ガキッ① (2010년 12월 8일)
2. ②スマイルセンセーション (2013년 5월 22일)
3. 輪廻転生〜ANGERME Past, Present & Future〜 (2019년 5월 15일)
4. BIG LOVE (2023년 3월 22일)

### 베스트 앨범
1. スマイレージ ベストアルバム完全版① (2012년 5월 30일)
2. S/mileage / ANGERME SELECTION ALBUM「大器晩成」(2015년 11월 25일)

### 콜라보레이션 앨범
1. 演劇女子部 ミュージカル LILIUMリリウム 少女純潔歌劇 オリジナルサウンドトラック (2014년 6월 5일 선샤인 극장에서 선행 발매 / 8월 6일 일반 판매) - 모닝구무스메。'14×스마이레지 명의

### 기타 앨범
1. 演劇女子部「夢見るテレビジョン」オリジナルサウンドトラック (2017년 11월 1일)

### DVD/Blu-ray

#### 싱글V
스마이레지 명의
1. 싱글V「ぁまのじゃく」(2009년 7월 19일)
2. 싱글V「あすはデートなのに、今すぐ声が聞きたい」(2009년 10월 6일)
3. 싱글V「スキちゃん」(2010년 1월 2일)
4. 싱글V「オトナになるって難しい!!!」(2010년 4월 3일)
5. 싱글V「夢見る 15歳」(2010년 6월 2일)
6. 싱글V「○○ がんばらなくてもええねんで!!」(2010년 8월 4일)
7. 싱글V「同じ時給でく友達の美人ママ」(2010년 10월 6일)
8. 싱글V「恋にBooing ブー!」(2011년 5월 11일)
9. 싱글V「有頂天LOVE」(2011년 8월 10일)
10. 싱글V「タチアガール」(2011년 10월 12일)
11. 싱글V「プリーズ ミニスカ ポストウーマン!」(2012년 1월 11일)
12. 싱글V「チョトマテクダサイ!」(2012년 2월 8일)
13. 싱글V「好きよ、純情反抗期。」(2012년 8월 29일)
14. 싱글V「寒いね。」(2012년 12월 5일)

안주루무 명의
1. 싱글V「行かなくちゃ」(2023년 7월 12일)

#### PV집
스마이레지 명의
1. スマイレージのミュージックVコレクション① (2011년 2월 16일)
2. スマイレージ全シングル MUSIC VIDEO Blu-ray File 2011 (2011년 12월 21일)
3. スマイレージのミュージックVコレクション② (2012년 5월 16일 DVD / 2012년 6월 13일 Blu-ray)
4. スマイレージのミュージックVコレクション③ (2015년 1월 21일 DVD / Blu-ray)

안주루무 명의
1. ANGERME CLIPS Ⅰ (2021년 1월 20일)

#### 라이브 · 콘서트
1. スペシャルジョイント2010春～感謝満開！真野恵里菜２周年突入 ＆ スマイレージ メジャーデビューへ桜咲け！ライブ～ (2010년 6월 16일)
2. スマイレージ 1stライブツアー2010秋 ～デビルスマイル エンジェルスマイル～ (2010년 12월 29일 DVD / 2011년 6월 29일 Blu-ray)
3. ℃-ute&スマイレージ プレミアムライブ2011春 ～℃&Sコラボレーション大作戦～ (2011년 7월 13일 DVD / 2011년 8월 3일 Blu-ray)
4. スマイレージ 2011 Limited Live 'S/mile Factory' (2011년 8월 24일)
5. スマイレージコンサートツアー2011秋～逆襲の超ミニスカート～ (2011년 12월 21일 DVD / 2012년 1월 18일 Blu-ray)
6. 『スマイレージ ベストアルバム完全版①』発売記念スペシャルコンサート (2012년 12월 5일)
7. スマイレージ ライブツアー2012秋 ～ちょいカワ番長～ (2013년 2월 20일 DVD / Blu-ray)
8. スマイレージ2ndオリジナルアルバム『②スマイルセンセーション』発売記念イベント (2013년 11월 20일)
9. ナルチカ2013秋 ℃-ute×スマイレージ (2014년 4월 23일 DVD / Blu-ray)
10. スマイレージ ライブツアー2013秋 ～スマイルチャージ～ (2014년 5월 14일 DVD / Blu-ray)
11. スマイレージ LIVE 2014夏 FULL CHARGE ～715 日本武道館～ (2014년 11월 12일 DVD / Blu-ray)
12. スマイレージライブツアー2014秋 ～FULL CHARGE～ FINAL in O-EAST (2015년 3월 18일 DVD / Blu-ray)
13. アンジュルム STARTING LIVE TOUR SPECIAL@日本武道館『大器晩成』(2015년 8월 26일 DVD / Blu-ray)
14. アンジュルム ファーストコンサートツアー 2015秋『百花繚乱』～福田花音卒業スペシャル～ (2016년 3월 2일 DVD / Blu-ray)
15. アンジュルム コンサートツアー 2016春 『九位一体』 ～田村芽実卒業スペシャル～ (2016년 9월 21일 DVD / Blu-ray)
16. アンジュルム コンサートツアー 2017春 ～変わるもの 変わらないもの～ (2017년 8월 23일 DVD / Blu-ray)
17. OTODAMA SEA STUDIO 2017 夏だ!海だ!アンジュルムだ!! (2017년 12월 20일)
18. アンジュルム コンサート 2017 Autumn 「Black & White」special ～風林火山～ (2018년 2월 21일 DVD / Blu-ray)
19. アンジュルム コンサートツアー 2018春 十人十色 ＋ ファイナル (2018년 10월 4일 DVD / Blu-ray)
20. ANGERME 1st Overseas Live Tour in Paris (2018년 12월 5일)
21. アンジュルム和田彩花ソロスペシャルライブ (2019년 10월 9일)
22. ハロプロ プレミアム アンジュルム コンサートツアー 2019春 ファイナル 和田彩花卒業スペシャル 輪廻転生 ～あるとき生まれた愛の提唱～ (2019년 10월 30일 DVD / Blu-ray)
23. アンジュルム 2019秋「Next Page」～勝田里奈卒業スペシャル～ (2020년 2월 5일 DVD / Blu-ray)
24. アンジュルム ライブツアー 2019夏秋「Next Page」～中西香菜卒業スペシャル～ (2020년 4월 1일 DVD / Blu-ray)
25. Hello! Project presents...「Premier seat」～アンジュルム Premium～ (2021년 2월 24일)
26. アンジュルム コンサート2020 〜起承転結〜 船木結卒業スペシャル (2021년 4월 28일 DVD / Blu-ray)
27. アンジュルム コンサート2021「桃源郷 ～笠原桃奈 卒業スペシャル～」(2022년 3월 16일 DVD / Blu-ray)
28. アンジュルム CONCERT TOUR -The ANGERME- PERFECTION (2022년 11월 2일 DVD / Blu-ray)
29. アンジュルム CONCERT TOUR 〜The ANGERME Encore〜 (2022년 12월 21일)
30. アンジュルム concert 2022 autumn final　ANGEL SMILE (2023년 4월 26일 DVD / Blu-ray)
31. ANGERME CONCERT 2023 BIG LOVE 竹内朱莉 FINAL LIVE「アンジュルムより愛をこめて」(2024년 1월 17일 DVD / Blu-ray)
32. アンジュルム コンサートツアー 2023秋 11人のアンジュルム ～ BEST ELEVEN ～ (2024년 4월 24일 DVD / Blu-ray)
33. ANGERME CONCERT 2024 SECRET SECRET 佐々木莉佳子 FINAL「愛情の世界へ、君もおいでよ」(2024년 11월 13일)
34. ANGERME 10th ANNIVERSARY TOUR 2024 AUTUMN「ROOTS」川村文乃 FINAL ☆KIRAKIRA☆ (2025년 5월 14일)

#### 솔로 DVD/Blu-ray
1. 前田憂佳 純白 前田憂佳DVD (2010년 8월 4일)
2. 彩花 和田彩花DVD (2011년 3월 2일)
3. See You-karin～Special Making Edition～ 前田憂佳DVD (2012년 2월 15일)
4. Aya 和田彩花DVD (2012년 3월 7일)
5. Dress up Kanon 福田花音DVD (2013년 1월 23일)
6. raindrop 船木結Blu-ray (2017년 9월 27일)
7. 等身大 船木結Blu-ray (2018년 9월 12일)

한정판
1. Vivid Flower 和田彩花DVD (2013년 2월 14일)
2. Take in spring 竹内朱莉DVD (2013년 3월 30일)
3. sweet kana 中西香菜DVD (2013년 10월 3일)
4. Rina to Rina 勝田里奈DVD (2014년 3월 17일)
5. May. 田村芽実DVD (2014년 4월 30일)
6. The Season 和田彩花DVD (2014년 8월 1일)
7. Greeting～佐々木莉佳子～ 佐々木莉佳子Blu-ray (2015년 2월 28일)
8. Greeting～室田瑞希～ 室田瑞希Blu-ray (2015년 7월 28일)
9. “佐々木莉佳子 写真集「RIKAKO」”メイキングDVD ～特別編集版～ 佐々木莉佳子DVD (2015년 9월 15일)
10. Greeting～相川茉穂～ 相川茉穂Blu-ray (2016년 3월 18일)

#### 그 외
1. 劇団ゲキハロ第8回公演「おばぁちゃん家のカレーライス～スマイルレシピ～」(2010년 11월 3일)
2. 美女学 Vol.2 (2010년 12월 29일)
3. 美女学 Vol.5 (2011년 3월 2일)
4. 美女学 Vol.10 (2011년 6월 8일)
5. 美女学 Vol.12 (2011년 7월 6일)
6. S/mile Factory ～スマイレージ4人で最後だYO! めでたいのにっ!～(2011년 9월 21일)
7. 怪談新耳袋 異形 (2012년 12월 5일 DVD / Blu-ray)
8. ゲキハロ第13回公演「我らジャンヌ～少女聖戦歌劇～」(2014년 2월 5일)
9. BS-TBSサマーパーティー2013我らジャンヌ～少女聖戦歌劇～前夜祭 (2014년 2월 22일)
10. 演劇女子部 ミュージカル「LILIUM-リリウム 少女純潔歌劇-」(2014년 9월 24일)
11. 演劇女子部 S/mileage's JUKEBOX MUSICAL「SMILE FANTASY!」(2014년 12월 24일)
12. 全労済ホール/スペース・ゼロ提携公演 演劇女子部「モード」(2017년 1월 25일)
13. 演劇女子部「夢見るテレビジョン」(2018년 1월 24일)
14. 演劇女子部「アタックNo.1」(2019년 4월 17일)

#### 이벤트V (이벤트 회장 한정판)
스마이레지 명의
1. 이벤트V「夢見る 15歳」(2010년 6월 6일)
2. 이벤트V「○○ がんばらなくてもええねんで!!」(2010년 8월 15일)
3. 이벤트V「同じ時給でく友達の美人ママ」(2010년 11월 14일)
4. 이벤트V「ショートカット」(2011년 2월 19일)
5. 이벤트V「恋にBooing ブー!」(2011년 5월 21일)
6. 이벤트V「有頂天LOVE」(2011년 8월 20일)
7. 이벤트V「タチアガール」(2011년 10월 15일)
8. 이벤트V「プリーズ ミニスカ ポストウーマン!」(2012년 1월 6일)
9. 이벤트V「チョトマテクダサイ!」(2012년 3월 3일)
10. 이벤트V「ドットビキニ」(2012년 5월 26일)
11. 이벤트V「好きよ、純情反抗期。」(2012년 9월 17일)
12. 이벤트V「寒いね。」(2013년 2월 16일)
13. 이벤트V「新しい私になれ!」(2013년 7월 14일)
14. 이벤트V「ヤッタルチャン」(2013년 7월 14일)
15. 이벤트V「ええか!?」(2014년 1월 11일)
16. 이벤트V「「良い奴」」(2014년 1월 11일)
17. 이벤트V「ミステリーナイト!」(2014년 5월 17일)
18. 이벤트V「エイティーン エモーション」(2014년 5월 17일)
19. 이벤트V「嗚呼 すすきの」(2014년 9월 20일)
20. 이벤트V「地球は今日も愛を育む」(2014년 9월 20일)

안주루무 명의
1. 이벤트V「大器晩成」(2015년 2월 22일)
2. 이벤트V「乙女の逆襲」(2015년 2월 22일)
3. 이벤트V「七転び八起き」(2015년 8월 16일)
4. 이벤트V「臥薪嘗胆」(2015년 8월 16일)
5. 이벤트V「魔法使いサリー」(2015년 8월 16일)
6. 이벤트V「出すぎた杭は打たれない」(2015년 11월 23일)
7. 이벤트V「ドンデンガエシ」(2015년 11월 23일)
8. 이벤트V「わたし」(2015년 11월 23일)
9. 이벤트V「次々続々」(2016년 5월 8일)
10. 이벤트V「糸島Distance」(2016년 5월 8일)
11. 이벤트V「恋ならとっくに始まってる」(2016년 5월 8일)
12. 이벤트V「愛さえあればなんにもいらない／ナミダイロノケツイ／魔女っ子メグちゃん」(2017년 9월 4일)
13. 이벤트V「泣けないぜ...共感詐欺／Uraha=Lover／君だけじゃないさ...friends (2018アコースティックVer.)」(2018년 6월 10일)
14. 이벤트V「タデ食う虫もLike it!／46億年LOVE」(2019년 2월 2일)
15. 이벤트V「恋はアッチャアッチャ／夢見た 15年」(2019년 6월 2일)
16. 이벤트V「私を創るのは私／全然起き上がれないSUNDAY」(2020년 2월 8일)
17. 이벤트V「限りあるMoment／ミラー・ミラー」(2020년 10월 1일)

콜라보레이션
- 헬로! 프로젝트 모베키마스 명의

1. 이벤트V「ブスにならない哲学」(2011년 11월 23일)

- 하로프로 올스타즈 명의

1. 이벤트V「YEAH YEAH YEAH／花、闌の時」(2018년 10월 20일)

## 콘서트 · 이벤트 · 무대

### 라이브 · 콘서트
- 스마이레지 1st 라이브 투어 2010 가을 ~데빌 스마일 엔젤 스마일~ (2010년 10월 9일 ~ 30일, 3개 도시 5회 공연 / 추가 공연 : 2010년 11월 3일, 1개 도시 2회 공연)
- 스마이레지 2011 봄 Limited Live "Smile Factory" (2011년 3월 20일 → 6월 12일, STUDIO COAST)[59]
- 스마이레지 콘서트 투어 2011 가을 ~역습의 초미니스커트~ (2011년 9월 10일 ~ 10월 8일, 3개 도시 8회 공연)
- 스마이레지 라이브 하우스 투어 2011 가을 ~역습의 초미니스커트・미니~ (2011년 9월 23일 ~ 10월 23일, 4개 도시 12회 공연)
- 스마이레지 베스트 앨범 완전판① 발매기념 스페셜 콘서트 (2012년 6월 24일, 스텔라 볼)
- 스마이레지 라이브 투어 2012 가을 ~쵸이카와 반장~ (2012년 9월 23일 ~ 11월 10일, 8개 도시 18회 공연)
- 스마이레지 라이브 투어 2013 가을 ~스마일챠지~ (2013년 11월 12일 ~ 12월 12일, 7개 도시 7회 공연)
- 스마이레지 라이브 투어 2014 봄 ~스마일챠지~ (2014년 1월 23일 ~ 5월 25일, 20개 도시 28회 공연)
- 스마이레지 라이브 2014 여름 FULL CHARGE ~715 일본 무도관~ (2014년 7월 15일, 일본 무도관)
- 스마이레지 라이브 투어 2014 가을 ~FULL CHARGE~ (2014년 8월 11일 ~ 12월 17일, 27개 도시 42회 공연)
- 안주루무 스타팅 라이브 투어 2015 스프링 (2015년 3월 14일 ~ 5월 31일, 10개 도시 20회 공연)
- 안주루무 스타팅 라이브 투어 스페셜@일본 무도관『대기만성』(2015년 5월 26일, 일본 무도관)
- 안주루무 라이브 투어 2015 SUMMER/AUTUMN ~FIGHTING NINE~ (2015년 8월 18일 ~ 9월 23일, 7개 도시 12회 공연)
- 안주루무 퍼스트 콘서트 투어 2015 가을『백화료란』(2015년 11월 14일 ~ 21일, 3개 도시 4회 공연 / 후쿠다 카논 졸업 스페셜 : 2015년 11월 29일, 일본 무도관)
- 안주루무 라이브 투어 2016 봄『구위일체』(2016년 2월 7일 ~ 4월 17일, 13개 도시 26회 공연)
- 안주루무 콘서트 투어 2016 봄『구위일체』(2016년 5월 5일 ~ 21일, 4개 도시 8회 공연 / 타무라 메이미 졸업 스페셜 : 2016년 5월 30일, 일본 무도관, 국내 19곳, 해외 2곳의 극장에서 라이브 뷰잉을 실시)
- 안주루무 라이브 투어 2016 가을 ~반~ (2016년 9월 11일 ~ 12월 23일, 17개 도시 34회 공연)
- 안주루무 라이브 투어 2017 봄 ~름~ (2017년 3월 5일 ~ 4월 1일, 6개 도시 11회 공연)
- 안주루무 콘서트 투어 2017 봄 ~바뀌는 것 다름 없는 것~ (2017년 4월 9일 ~ 5월 7일, 5개 도시 10회 공연)
- 안주루무 콘서트 투어 2017 봄 ~바뀌는 것 다름 없는 것~＠일본 무도관 공연 (2017년 5월 15일, 일본 무도관)
- OTODAMA SEA STUDIO 2017 여름이다! 바다다! 안주루무다!! (2017년 8월 2일, OTODAMA SEA STUDIO)
- 안주루무 라이브 투어 2017 가을 ~Black & White~ (2017년 9월 10일 ~ 12월 10일, 18개 도시 36회 공연)
- 안주루무 콘서트 2017 Autumn「Black & White」special ~풍림화산~ (2017년 11월 11일, 나카노 선플라자)
- 안주루무 라이브 하우스 2018 봄 ~십인십색~ (2018년 3월 3일 ~ 17일, 3개 도시 6회 공연)
- 안주루무 콘서트 투어 2018 봄 ~십인십색+~ (2018년 4월 7일 ~ 5월 13일, 5개 도시 11회 공연)
- 안주루무 콘서트 투어 2018 봄 ~십인십색+ 파이널~ (2018년 5월 28일, 일본 무도관)
- 안주루무 라이브 투어 2018 가을 ~전광석화~ (2018년 9월 8일 ~ 11월 10일, 11개 도시 22회 공연)
- 안주루무 2018 가을 ~전광석화~ (2018년 10월 28일 ~ 11월 23일, 2개 도시 4회 공연)
- 안주루무 라이브 하우스 2019 봄 ~윤회전생~ (2019년 2월 17일 ~ 3월 10일, 4개 도시 8회 공연)
- 안주루무 콘서트 투어 2019 봄 ~윤회전생~ (2019년 4월 6일 ~ 5월 26일, 10개 도시 21회 공연)
- 하로프로 프리미엄 안주루무 콘서트 투어 2019 봄 파이널 와다 아야카 졸업 스페셜 윤회전생 ~어느 때 태어난 사랑의 제창~ (2019년 6월 18일, 일본 무도관)
- 안주루무 라이브 투어 2019 여름가을「Next Page」(2019년 8월 11일 ~ 12월 8일, 16개 도시 30회 공연)
- 안주루무 2019 가을「Next Page」~카츠다 리나 졸업 스페셜~ (2019년 9월 25일, 퍼시픽 요코하마 국립대 홀)
- 안주루무 2019 가을「Next Page」(2019년 11월 4일, 퍼시픽 요코하마 국립대 홀)
- 안주루무 라이브 투어 2019 여름가을「Next Page」~나카니시 카나 졸업 스페셜~ (2019년 12월 10일, 토요스 PIT)
- 안주루무 라이브 하우스 2020 겨울봄 ROCK ON! LOCK ON! (2020년 2월 9일 ~ 22일, 2개 도시 4회 공연)[60][61][62][63][64][65][66][67][68]
- 안주루무 콘서트 투어 2020 봄 ROCK ON! LOCK ON! (공연 중지)[69][65]
- 안주루무 콘서트 투어 2020 봄 LOCK ON! ROCK ON! ~후나기 무스부 졸업 스페셜~ (공연 중지, 피아 아레나 MM)[70][43]
- 안주루무 콘서트 2020 ~기승전결~ 후나키 무스부 졸업 스페셜 (2020년 12월 9일, 일본 무도관)
  - 국내 35곳, 해외 1곳의 극장에서 라이브 뷰잉을 실시 또는 CS 테레비아사히 1과 스카파! 온디맨드에서 완전 생중계
- 안주루무 콘서트 2021「도원향 ~카사하라 모모나 졸업 스페셜~」(2021년 11월 15일, 일본 무도관)
  - 전국 47도도부현의 극장에서 라이브 뷰잉을 실시 또는 CS 후지테레비 TWO에서 완전 생중계
- Hello! Project 2022 Spring CITY CIRCUIT 안주루무 CONCERT TOUR ~The ANGERME~ (2022년 3월 19일 ~ 5월 29일, 12개 도시 18회 공연)
- 안주루무 CONCERT TOUR -The ANGERME- PERFECTION (2022년 6월 15일, 일본 무도관)
  - 히카리 TV에서 완전 생중계
- Hello! Project 2022 Summer CITY CIRCUIT 안주루무 CONCERT TOUR ~The ANGERME Encore~ (2022년 7월 10일 ~ 8월 27일, 4개 도시 5회 공연)[71]
- Hello! Project 2022 Autumn CITY CIRCUIT 안주루무 concert tour angel and smile (2022년 9월 24일 ~ 11월 13일, 13개 도시 15회 공연)
- 안주루무 concert 2022 autumn final ANGEL SMILE (2022년 11월 30일, 일본 무도관)
  - 전국 47도도부현의 극장에서 라이브 뷰잉을 실시 또는 CS 테레비아사히 1에서 완전 생중계
- Hello! Project 2023 Spring CITY CIRCUIT ANGERME CONCERT TOUR「BIG LOVE」(2023년 3월 18일 ~ 5월 28일, 13개 도시 18회 공연)[72]
- ANGERME CONCERT 2023 BIG LOVE 타케우치 아카리 FINAL LIVE「안주루무에서 사랑을 담아」(2023년 6월 21일, 요코하마 아레나)
  - 전국 47도도부현의 극장, 해외 2곳에서 라이브 뷰잉을 실시 또는 CS 테레비아사히 1에서 완전 생중계
- Hello! Project 2023 Summer CITY CIRCUIT ANGERME CONCERT TOUR「BIG LOVE」ENCORE (2023년 7월 22일 ~ 9월 2일, 5개 도시 6회 공연)
- 안주루무 콘서트 투어 2023 가을 11명의 안주루무 (2023년 9월 16일 ~ 11월 19일, 8개 도시 16회 공연)
- 안주루무 콘서트 투어 2023 가을 11명의 안주루무 ~BEST ELEVEN~ (2023년 11월 24일, 일본 무도관)
  - 전국 47도도부현의 극장, 해외 2곳에서 라이브 뷰잉을 실시
- 안주루무 concert tour 2024 spring「Secret secret」(2024년 4월 6일 ~ 6월 1일, 11개 도시 25회 공연)
- ANGERME CONCERT 2024 SECRET SECRET 사사키 리카코 FINAL「애정의 세계로, 너도 와」(2024년 6월 19일, 요코하마 아레나)
  - 전국 47도도부현의 극장에서 라이브 뷰잉을 실시 또는 CS 테레비아사히 1에서 완전 생중계
- ANGERME 10th ANNIVERSARY TOUR 2024 AUTUMN「ROOTS」(2024년 9월 21일 ~ 11월 17일, 8개 도시 16회 공연)
- ANGERME 10th ANNIVERSARY TOUR 2024 AUTUMN「ROOTS」카와무라 아야노 FINAL ☆KIRAKIRA☆ (2024년 11월 28일, 일본 무도관)
  - 전국 47도도부현의 극장, 해외 1곳에서 라이브 뷰잉을 실시
- 안주루무 10th Anniversary tour 2025 봄「벚꽃도리」(2025년 4월 5일 ~ 6월 7일, 9개 도시 24회 공연)
- 안주루무 10th Anniversary tour 2025 봄「벚꽃도리＋」(2025년 5월 13일, 일본 청년관 홀)
- 안주루무 10th Anniversary tour 2025 봄「벗꽃도리」카미코쿠료 모에 FINAL ~너는 지금 딱 키라!~ (2025년 6월 18일, 요코하마 아레나)
  - CS 테레비아사히 1에서 완전 생중계
- 안주루무 라이브 투어 2025 가을 ~Keep Your Smile!~ (2025년 9월 6일 ~ 11월 16일, 16개 도시 36회 공연)

### 합동 라이브 · 콘서트
- 2009 헬로! 프로젝트 신인 공연 6월 ~나카노 STEP!~ (2009년 6월 7일, 나카노 선플라자)
- 2009 헬로! 프로젝트 신인 공연 11월 ~요코하마 FIRE!~ (2009년 11월 23일, 요코하마 BLITZ)
- 2010년 하로프로에그 노리멘 LIVE 2월 (2010년 2월 28일, 야마노 홀)
- 스페셜 조인트 2010 봄 감사만개! ~마노 에리나 2주년 돌입 & 스마이레지 메이저 데뷔에 벚꽃 피어라! 라이브~ (2010년 3월 14일 ~ 4월 3일, 3개 도시 5회 공연)
- 2010 헬로! 프로젝트 신인 공연 3월 ~요코하마 GOLD~ (2010년 3월 27일, 요코하마 BLITZ)
- 아이돌 유닛 썸머 페스티벌 2010 (2010년 8월 30일 ~ 31일, 시부야 C.C.Lemon 홀)
- ℃-ute & 스마이레지 프리미엄 라이브 2011 봄 ~℃&S콜라보레이션 대작전~ (2011년 4월 9일 ~ 6월 25일, 4개 도시 13회 공연)[73]
- LIVE NEXT!! Featuring Hello! Project (2011년 9월 4일, 일본 무도관)
- 나루치카 2013 가을 ℃-ute×스마이레지 (2013년 10월 5일 ~ 12월 8일, 8개 도시 14회 공연)
- 오가타 리사「bon voyage!」in COTTON CLUB (2022년 5월 17일 ~ 18일 · 8월 19일, COTTON CLUB, 4회 공연) - 카와나, 타메나가가 서포트 댄서로서 출연.
- 안녕 나카노 선플라자 음악제 (2023년 6월 11일, 나카노 선플라자)
- Hello! Project 연수생 발표회 2024 12월「카틀레아」(2024년 12월 7일 · 14일, Zepp DiverCity · Namba) - 게스트로서 출연.

### 해외 공연
- 안주루무 프랑스 파리 공연 (2018년 6월 3일, 프랑스 파리 La Cigale)
- 안주루무 한국 공연 (2018년 6월 29일, 대한민국 서울 Rolling Hall)
- 안주루무 홍콩 공연 (2018년 6월 30일, 홍콩 MUSIC ZONE@EMAX)
- 안주루무 대만 공연 (2018년 7월 1일, 대만 Ximentin Westar)
- 안주루무 멕시코 공연 (2019년 9월 7일, 멕시코 SALA PUEBLA)
- ANGERME 2025「벚꽃도리」홍콩 콘서트 (2025년 5월 31일, 홍콩)
- ANGERME 2025「벚꽃도리」대만 콘서트 (2025년 6월 1일, 花漾hana展演空間(HANASPACE))

### FC한정 이벤트
- S/mileage 응원 기획 제1탄 (2010년 1월 31일, IMA 홀)
- 스마이레지 메이저 데뷔 1주년 이벤트 (2011년 5월 29일, 비너스포트)

### 무대
- 휴대폰 형사「노래! 축제이다! ~BS-TBS 여름파티 in 아카사카 BLITZ! 팬 추수 감사절 가요제~」(2009년 8월 27일, 아카사카 BLITZ) - 마노 에리나의 백댄서
- 사랑하는 헬로 키티 (2009년 11월 11일 ~ 19일, 아오야마 원형 극장)
- 극단 게키하로 제8회 공연「아줌마가의 카레라이스 ~스마일 레시피~」(2010년 8월)
- 극단 프로젝트 전노제 홀 스페이스 제로 제휴 공연「만약 국민이 총리를 선택하면」(2013년 4월 24일 ~ 30일, 전노제 홀 스페이스 제로) - 와다, 후쿠다
- 극단 게키하로 제13회 공연「우리 잔느 ~소녀 성전 가극~」(2013년 9월)
- 연극여자부「모드」(2016년 10월 1일 ~ 10일, 전노제 홀 스페이스 제로)
- 연극여자부「테레션(가)」(2017년 10월 5일 ~ 15일, 전노제 홀 스페이스 제로)
- 연극여자부「어택 No.1」(2018년 11월 29일 ~ 12월 9일, 전노제 홀 스페이스 제로)
- STAGE VANGUARD「악양전생」(2022년 8월 6일, COTTON CLUB) - 마츠모토(오전), 타메나가(낮), 카와나(저녁)가 게스트로서 출연.

### 뮤지컬
- 연극여자부 뮤지컬「LILIUM 리리움 소녀 순결 가극」(2014년 6월 7일 ~ 15일, 이케부쿠로 선샤인 극장 / 2014년 6월 20일 ~ 21일, 모리노미야 피로티 홀)
- 연극여자부 S/mileage's JUKEBOX MUSICAL「SMILE FANTASY!」(2014년 10월 4일 ~ 13일, 전노제 홀 스페이스 제로)

## 출연

### 텔레비전
- 반초능력자 (2010년 1월 15일 ~ 3월 19일, CS 후지테레비 TWO)
- 공주체인지! 동화틱 아이돌 리루프릿 (2010년 4월 4일 ~ 2011년 3월 27일, 테레비도쿄 계열 와다, 마에다, 후쿠다)
- 미녀학 (2010년 4월 1일 ~ 2011년 4월 14일, 테레비도쿄 계열)
- 과연 방송 사회자! 하나사키나 타임즈「하나사키나 디즈니」(2010년 7월 31일 ~ , CBC TV)
- 노리노리♪노리스타 (2011년 4월 6일 ~ 2012년 3월 28일, 테레비도쿄 계열 와다, 마에다, 후쿠다)
- 하로프로! TIME (2011년 4월 21일 ~ 2012년 5월 31일, 테레비도쿄 계열)
- S/mile Factory (2011년 4월 26일, 5월 24일, 6월 28일, 스페이스 샤워 TV)
- 수학♥여자학원 (2012년 1월 11일 ~ 3월 28일, 니혼테레비 계열 와다, 후쿠다, 타무라)
- 스마이레지의 그 상식 조금만 기다려주세요! (2012년 1월 28일 ~ 2월 18일, MBS TV) - 지상파의 프로그램으로서는 첫 관 프로그램.
- 하로! SATOYAMA 라이프 (2012년 6월 7일 ~ 2013년 12월 26일, 테레비도쿄 계열)
- The Girls Live (2014년 1월 9일 ~ 2019년 3월 25일, 테레비도쿄 계열)
- AI・DOL 프로젝트 (2019년 4월 1일 ~ 2020년 3월 30일, 테레비도쿄 계열)
- 하로드리 (2020년 4월 6일 ~ , 테레비도쿄 계열)
- 한 밤중에 하로! (2022년 1월 13일 ~ 3월 17일, 테레비도쿄 계열) - 안주루무 본인 역

### 라디오
- FIVE STARS (2010년 3월 3일 ~ 2011년 9월 28일, Inter FM 사회 : 마에다, 후쿠다)
- 스마이레지 스테이션 1422 → 안주루무 스테이션 1422 (2013년 1월 6일 ~ , RF라디오닛폰 사회 : 타케우치, 사사키, 카미코쿠료, 카사하라, 후나기, 카와무라, 오오타, 이세, 하시사코)
- 60TRY부 (RF라디오닛폰)
  - 2014년 9월 30일 ~ 2015년 11월 24일 : 후쿠다 카논 - 오카다 로빈 쇼코와 함께 격주로 담당.
  - 2015년 12월 1일 ~ : 타케우치 아카리 - 야마키 리사(2018년 10월 30일 ~ 2019년 12월 24일) → 키시모토 유메노(2020년 1월 7일 ~ )와 함께 격주 담당.
- HELLO! DRIVE! -하로드라- (2016년 10월 3일 ~ 2019년 6월, 라디오 네오 사회 : 카미코쿠료, 카사하라)
- 니시노카제 브란도 라디오 (2021년 10월 17일 ~ , MBS 라디오 사회 : 카와무라) - 우에무라 아카리와 함께 담당.

### 영화
- 괴담 신귀덮개 이형 (2012년 8월 11일 공개) - 주연

### WEB
- 스마이레지의 TAKEOFF (2009년 12월 24일 ~ , 팬클럽 한정 전달)
- 생스마! ~핫슈드포테트는#smileage~ (2010년 7월 29일 - 2011년 8월 18일, ustream)
- 아메바 스튜디오「모베키마스 망상 전화 LIFE 릴리스 기념 특별 프로그램」, Ameda Studio)

### 애플리케이션
- 스마이레지 (업프런트 워크스, 2010년 9월 27일, 무료)
- HMV the music & movie master 차세대 아이돌 특집호 (portrate,inc., 2010년 11월 11일, 무료)

## 서적

### 잡지 연재
- B.L.T.「스마이레지의 스마일 스토리지」(2009년 11월호 ~ , 도쿄 뉴스 통신사)

### 사진집
- 스마이레지 1st LIVE 사진집「デビルスマイル エンジェルスマイル」(2010년 12월 20일, 도쿄 뉴스 통신사) ISBN 978-4-86336-126-3
- 스마이레지 퍼스트 오피셜 PHOTO BOOK「スマイレージ1」(2011년 9월 26일, 와니북스) ISBN 978-4-8470-4396-3
- 스마이레지 2nd 오피셜 PHOTO BOOK「スマイレージ②～あやかのん18歳の約束～」(2013년 4월 25일, 와니북스) ISBN 978-4-8470-4552-3
- 스마이레지 3rd 오피셜 PHOTO BOOK「スマイレージ③ ～6人でFULLCHARGE～」(2014년 7월 25일, 와니북스) ISBN 978-4-8470-4663-6
- 안주루무 퍼스트 오피셜북「アンジュルムック」(2019년 5월 24일, 와니북스) ISBN 978-4-08-788020-5
- 密着ドキュメンタリーフォトブック『アンジュルムと書いて、青春と読む。』(2019년 9월 19일, 도쿄 뉴스 통신사)

### 솔로 사진집
- 마에다 유카 1st 솔로 사진집「前田憂佳 15才」(2010년 7월 23일, 와니북스) ISBN 978-4-8470-4294-2
- 와다 아야카 1st 솔로 사진집「和田彩花 16」(2011년 2월 25일, 와니북스) ISBN 978-4-8470-4354-3
- 마에다 유카 라스트 솔로 사진집「See You-karin」(2011년 12월 20일, 와니북스) ISBN 978-4-8470-4426-7
- 와다 아야카 2nd 솔로 사진집「彩 -aya-」(2012년 2월 15일, 와니북스) ISBN 978-4-8470-4434-2
- 후쿠다 카논 1st 솔로 사진집「かにょん17」(2012년 12월 15일, 와니북스) ISBN 978-4-8470-4514-1
- 사사키 리카코 1st 솔로 사진집「RIKAKO」(2015년 7월 20일, 와니북스) ISBN 978-4-8470-4770-1
- 무로타 미즈키 미니 사진집「Greeting-Photobook-」(2016년 6월 12일, 오딧세이 출판)
- 아이카와 마호 미니 사진집「Greeting-Photobook-」(2016년 10월 1일, 오딧세이 출판)
- 무로타 미즈키 1st 솔로 사진집「MURO」(2017년 5월 15일, 오딧세이 출판)
- 후나기 무스부 1st 솔로 사진집「結 MUSUBU」(2017년 8월 7일, 와니북스) ISBN 978-4-8470-4935-4
- 후나기 무스부 2nd 솔로 사진집「結色 MUSUBU16」(2018년 8월 7일, 와니북스) ISBN 978-4-8470-8131-6
- 카미코쿠료 모에 1st 비쥬얼 포토집「Moe」(2018년 10월 24일, 오딧세이 출판)
- 와다 아야카 졸업기념 퍼스널 포토북「和田彩花」(2019년 5월 29일, 오딧세이 출판) ISBN 978-4-908643-35-4
- 카와무라 아야노 1st 솔로 사진집「Ayano」(2019년 7월 7일, 오딧세이 출판)
- 카츠다 리나 패션북「ANGERME RINA FASHION TOOL Petunia - 勝田里奈編集長と12人のアンジュルム」(2019년 9월 25일, 슈후노토모샤) ISBN 978-4074373468
- 카사하라 모모나 1st 비쥬얼 포토집「Momona」(2019년 10월 22일, 오딧세이 출판)
- 나카니시 카나 1st 비쥬얼 포토집「香菜」(2019년 11월 29일, 오딧세이 출판) ISBN 978-4-908643-43-9
- 후나기 무스부 안주루무 졸업 사진집「結章－KESSYO－」(2020년 5월 1일, 와니북스) ISBN 978-4-8470-8288-7
- 사사키 리카코 2nd 솔로 사진집「莉佳子ー少女、第二章ー」(2020년 5월 28일, 와니북스) ISBN 978-4-8470-8297-9
- 카사하라 모모나 안주루무 졸업 포토집「Dear sister」(2021년 11월 15일, 오딧세이 출판) ISBN 978-4-908643-69-9
- 이세 레이라 1st 솔로 사진집「Layla」(2022년 1월 19일, 오딧세이 출판) ISBN 978-4-908643-72-9
- 타케우치 아카리 안주루무 사진집「roundabout」(2023년 5월 25일, 오딧세이 출판) ISBN 978-4-8470-8490-4
- 안주루무 사사키 리카코 졸업기념 사진집「girasol」(2024년 6월 4일, 쇼가쿠칸) ISBN 9784096824580
- 카와무라 아야노 안주루무 사진집「permanent girl」(2024년 11월 12일, 오딧세이 출판) ISBN 978-4-8470-8576-5
- 카미코쿠료 모에 안주루무 사진집「kamiko」(2025년 6월 6일, 와니북스) ISBN 978-4-8470-8604-5
- 고토 하나 1st 솔로 사진집「HANA」(2025년 9월 10일, 오딧세이 출판) ISBN 978-4-911265-11-6